# Simpson (Illinois)
Simpson ist eine Kleinstadt (mit dem Status „Village“) im Johnson County im Süden des US-amerikanischen Bundesstaates Illinois. Das U.S. Census Bureau hat bei der Volkszählung 2020 eine Einwohnerzahl von 44 ermittelt.

## Geografie
Simpson liegt auf 37°28′02″ nördlicher Breite und 88°45′18″ westlicher Länge und erstreckt sich eine Fläche von einem Quadratkilometer. Der Ort liegt rund 30 km nördlich des Ohio River, der die Grenze zu Kentucky bildet. Der Mississippi, der Illinois von Missouri trennt, befindet sich rund 55 km westlich. Die Grenze zu Indiana liegt rund 100 km nordöstlich. Simson liegt am westlichen Rand des Shawnee National Forest.
Benachbarte Orte von Simpson sind Tunnel Hill (12,3 km nordwestlich), Eddyville (17,3 km ostnordöstlich), Wartrace (15,1 km südlich) und Vienna (15,1 km südwestlich).
Die nächstgelegenen größeren Städte sind St. Louis in Missouri (221 km nordwestlich), Louisville in Kentucky (333 km ostnordöstlich), Tennessees Hauptstadt Nashville (277 km südöstlich) und Tennessees größte Stadt Memphis (328 km südsüdwestlich).

## Verkehr
Durch das Zentrum von Simpson verläuft in West-Ost-Richtung die Illinois State Route 147 und bildet zugleich die Hauptstraße des Ortes. Alle weiteren Straßen sind untergeordnete Fahrwege oder innerörtliche Verbindungsstraßen.
Mit dem Metropolis Municipal Airport befindet sich ein kleiner Flugplatz 46 km südlich von Simpson. Die nächstgelegenen größeren Flughäfen sind der Lambert-Saint Louis International Airport (247 km nordwestlich), der Nashville International Airport (286 km südöstlich) und der Memphis International Airport (346 km südsüdwestlich).

## Demografische Daten
Nach der Volkszählung im Jahr 2010 lebten in Simpson 60 Menschen in 20 Haushalten. Die Bevölkerungsdichte betrug 60 Einwohner pro Quadratkilometer. In den 20 Haushalten lebten statistisch je 3 Personen.
Ethnisch bestand die Bevölkerung mit einer Ausnahme nur aus Weißen.
35,0 Prozent der Bevölkerung waren unter 18 Jahre alt, 51,7 Prozent waren zwischen 18 und 64 und 13,3 Prozent waren 65 Jahre oder älter. 50 Prozent der Bevölkerung war weiblich.

Das mittlere jährliche Einkommen eines Haushalts lag bei 43.281 USD. Das Pro-Kopf-Einkommen betrug 11.730 USD. 8,7 Prozent der Einwohner lebten unterhalb der Armutsgrenze.